# Jimmy Duffy
Jimmy Duffy, född 1 maj 1890, död 23 april 1915, var en friidrottare från Kanada. Han deltog vid olympiska sommarspelen 1912.